# باشا بازي
باشا بازي أو لعب الغلمان (بالالدرية: بچه بازی) هو مُصطلح عامي أفغاني يُطلق على الأنشطة التي يُمارسها الأطفال الذكور من رقص وتقرب جنسي من البالغين الذكور، كنوع من الغلمانية. وتشمل هذه الممارسات استغلال الأطفال إباحيا والعبودية الجنسية ودعارة الأطفال في عُمر ما قبل المراهقة لصالح الأشخاص الأغنياء أو أصحاب النفوذ من أجل الترفيه والجنس. وهذه العادات موجودة بشكل اعتيادي في مُختلف أنحاء أفغانستان، وهي موجودة في أفغانستان مُنذ القِدم.
في أفغانستان تُعتبر هذه الممارسات غير قانونية، لكن لا تستطيع السلطات الأمنية السيطرة على ذلك ولا الحد من هذه العادات لأن الأشخاص المشاركين في أنشطة باشا بازي مسلحين جيداً ومدعومين من قادة التحالف الشمالي السابق.
خلال حُكم طالبان لأفغانستان (1994 - 2001) كانت تؤدي ممارسة هذه العادات لعقوبة الإعدام، لكن كانت نادراً ما تُطبق. حالياً ممارسة رقص الأولاد (باشا بازي) غير قانونية بموجب القانون الأفغاني، ويتمثل بكونه «ضد كل من الشريعة الإسلامية والقانون المدني». لكن القوانين نادراً ما تُطبق بحق المُخالفين، وتكون الشرطة متواطئة بتلك الجرائم عن طريق تجنب ملاحقة هذه العادات.
وظهرت مزاعم بأن القوات الأمريكية في أفغانستان بعد غزو أفغانستان قصدت تجاهل باشا بازي. الجيش الأمريكي نفى ذلك، ولكن ادعى أن هذا التجاهل يسير على عاتق الحكومة الأفغانية المحلية.

## التاريخ

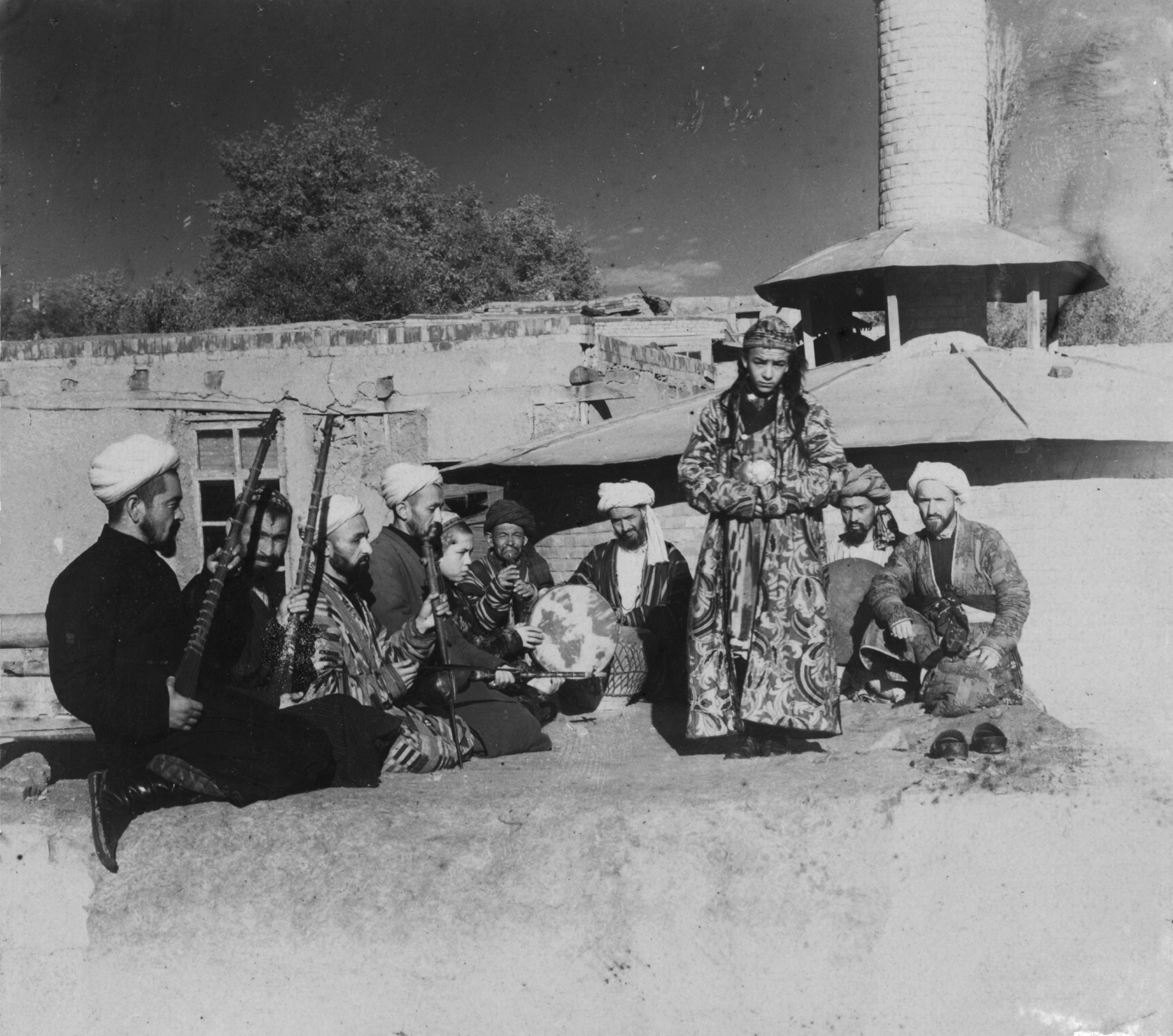
فتى يرقص ضمن مجموعة من العازفين في أوزبكستان 1905 - 1915.

باشا بازي هي أحد أشكال الغلمانية والتي كانت سائدة في آسيا الوسطى مُنذ العصور القديمة. لكن بعد الحرب العالمية الأولى تراجع انتشارها بالمدن الكبرى؛ والتي رجح المؤرخ أنتوني شاي سبب ذلك إلى الاحتشام العصري الفكتوري والإستنكار الكبير لهذه العادات من القوى الإستعمارية مثل روسيا وبريطانيا وفرنسا، وثم النخب الحاكمة ما بعد الإستعمار التي تفهمت تلك القيم الإستعمارية الغربية.
انتشرت أخبار ممارسة هذه العادة من قِبل الرحالة الغربيون الذين زاروا آسيا الوسطى. حيث قام الرحالة الإيطالي يوجين شويلر بزيارة تركستان بالفترة بين (1872-1873) حيثُ لاحظ أن الفتيان والشبان مدربين تدريباً خاصاً للرقص بطريقة الفتيات في الدول الغربية، وكان برأيه أنه غير لائق، وبكثير من الحالات فاسق جداً.

## تدريب الأولاد
ينتمي مُعظم أولاد باشا بازي لعائلات فقيرة حيث يتم أخذهم وتدريبهم على الرقص وأداء مجموعة من الحركات النسائية، ووضع الماكياج، ومن هنا تبدأ مهمة الصبي في التلون بالمساحيق والتمايل والرقص ضمن هذه الحفلات التي يحددها المسؤولون عن إدارة المشهد بالكامل. ثم يتم تمرير الأولاد الصغار بين الرجال المتواجدين على قاعدة «الجنس هنا مقابل المال والطعام».
تبدأ مرحلة تدريبهم من سن العاشرة ويمارسون الباشا بازي حتى سن 18 ليتم اطلاق سراحهم مقابل تأمين حياة باقي أفراد الأسرة من خلال إغداق المال عليهم.

## انظر ايضاً
- باشا بوش
- المثلية الجنسية في الإسلام